# Östersttjärnen (Ragunda socken, Jämtland, vid Halån)
Östersttjärnen är en sjö i Ragunda kommun i Jämtland och ingår i Indalsälvens huvudavrinningsområde.